# Benedykt Szneider
Benedykt Szneider (ur. 30 kwietnia 1982) – polski twórca komiksów.
Zdobywca małego Grand Prix Międzynarodowego Festiwalu Komiksu i Gier w Łodzi w 1998. Dwukrotny zdobywca pierwszej nagrody, w roku 1999 za komiks Hlidskjalf (indywidualnie) oraz w roku 2000 za Oskar twój cień (wraz z Jakubem Rebelką).
Twórca komiksów Diefenbach oraz Diefenbach - Zanim wzejdzie świt. Publikował m.in. w AQQ, Arenie Komiks, Nowej Fantastyce, Gazecie Wyborczej.